# Cyril Ritchard
Cyril Ritchard (1 de diciembre de 1897 – 18 de diciembre de 1977) fue un actor teatral, cinematográfico y televisivo australiano. También fue director televisivo, y es principalmente recordado por su interpretación del capitán Garfio en la producción musical de Mary Martin, Peter Pan.

## Biografía
Su nombre completo era Cyril Trimnell-Ritchard, y nació en Sídney, Nueva Gales del Sur (Australia). Sus padres, oriundos de Sídney, eran Herbert Trimnell Ritchard, un tendero protestante, y Marguerite, una católica devota que consiguió que su hijo fuera educado dentro del catolicismo en la escuela Jesuita del St Aloysius' Collage de Sídney. A lo largo de toda su vida Ritchard fue un devoto católico. 
Al principio de su carrera, Ritchard actuó en numerosos musicales, entre ellos Yes, Uncle! y Going Up, ambos en 1918 y en los dos casos, trabajando junto a Madge Elliott, su futura esposa.
En 1954, consiguió el estatus de estrella por su interpretación del Capitán Garfio en el musical representado en el circuito de Broadway Peter Pan, actuando en compañía de Mary Martin. Por su trabajo en el show, Ritchard recibió un Premio Tony. Tanto Ritchard como Martin retomaron sus papeles en producciones del show adaptadas a la televisión por la NBC, entre ellas un programa en color emitido en directo en 1955.
En el medio teatral siguió actuando en obras como The Happiest Girl in the World, Sugar, The Roar of the Greasepaint – The Smell of the Crowd (con Anthony Newley), Roar Like a Dove, y The Irregular Verb to Love. 
Entre sus actuaciones cinematográficas se incluye un papel de villano en el film de Alfred Hitchcock Blackmail (1929) y una actuación en la película de Tommy Steele Half a Sixpence (1967).
Ritchard también actuó de manera regular en una amplia variedad de programas televisivos a finales de la década de 1950 y en la de 1960, entre ellos el concurso What's My Line?, en la cadena CBS.
Poco antes de fallecer, Ritchard había dado voz a Elrond, uno de los personajes del telefilm producido por Rankin/Bass El hobbit. El 25 de noviembre de 1977 sufrió un infarto agudo de miocardio mientras actuaba como narrador en la obra Side by Side by Sondheim. Un mes más tarde falleció en Chicago, Illinois. Tenía 80 años de edad. Fue enterrado en el Cementerio Saint Mary de Ridgefield (Connecticut), donde tenía una propiedad rural.

## Selección de su filmografía
- Piccadilly (1934)
- Danny Boy (1934)
- Dangerous Medicine (1938)
- The Daydreamer (1966)